# Larga vida al... Volumen brutal
Larga vida al... Volumen brutal es un álbum tributo a Barón Rojo interpretado por grandes bandas de heavy metal y hard rock en español.
Tras la larga existencia del grupo más famoso de heavy metal en castellano, "Barón Rojo" varias bandas que ya se convierten en grandes pilares del género y otras nuevas decidieron hacer un tributo a Barón Rojo incluyendo en este disco las canciones más emblemáticas de la banda como: "Los Rockeros van al Infierno", la homónima "Barón Rojo" y el clásico "Concierto para ellos" verificando cuidadosamente a que banda le corresponde interpretar cada tema considerando la orientación musical de la banda.
En el disco se combinan los dos primeros álbumes de Barón Rojo que son: "Larga vida al rock and roll" y "Volumen brutal" en cuanto a temas, nombre de la banda y arte de tapa que combina la de estos dos pues aparece tanto el puño cerrado de "Volumen brutal" como el avión de "Larga vida al rock and roll", que es también el avión que usaba el "barón rojo" Manfred von Richthofen, que es el hombre a partir del cual surge el nombre de la banda.

## Lista de canciones
CD #1 (Larga Vida Al...)
1. "Con Botas Sucias" - Koma
2. "Anda Suelto Satanás" - Disidencia
3. "El Pobre" - Transfer
4. "Los Desertores Del Rock" - Muro
5. "Efluvios" - Easy Rider
6. "Larga Vida Al Rock & Roll" - Lujuria
7. "El Presidente" - Nörthwind
8. "Chica De La Ciudad" - Marea
9. "Barón Rojo" - Tierra Santa

CD #2 (Volumen Brutal)
1. "Incomunicación" - Grass
2. "Los Rockeros Van Al Infierno" - Rata Blanca
3. "Dame La Oportunidad" - Los Suaves
4. "Son Como Hormigas" - Boikot
5. "Las Flores Del Mal" - Ankhara
6. "Resistiré" - Azrael
7. "Satánico Plan (Volumen Brutal)" - Ktulu
8. "Concierto Para Ellos" - Mägo de Oz
9. "Hermano Del Rock'N'Roll" - Blood
10. "El Barón Vuela Sobre Inglaterra" - Pyramid